# フィクシング・ア・ホール
「フィクシング・ア・ホール」（Fixing a Hole）は、ビートルズの楽曲である。1967年に発表された8作目のイギリス盤公式オリジナル・アルバム『サージェント・ペパーズ・ロンリー・ハーツ・クラブ・バンド』に収録された。レノン＝マッカートニー名義となっているが、実質的な作者はポール・マッカートニーで、リード・ボーカルもマッカートニーが担当した。

## 歌詞
本作の歌詞について、マッカートニーは「穴を直すと言うことを言いたかった。自由になって自分の心を漂わせて芸術を志向し、前衛を冷笑するのはやめようという気持ち」と語っている。歌詞中の「See the people standing there who disagree, and never win / And wonder why they don't get in my door（あそこに立っている人を見てください。反対ばかりしていて、絶対に勝てない人たち。 / なぜ僕のドアから入れないのか不思議に思っています。）」というフレーズは、マッカートニーの自宅の周りに群がるファンについての言及とされている。
この曲は直訳すると「穴を修理する」となるが、スラング読みだと「（覚せい剤などの）液体の麻薬を注射した跡」となってしまうためBBCでは放送禁止に指定されてしまったというエピソードを持つ。

## レコーディング
「フィクシング・ア・ホール」のレコーディングは、1967年2月9日にリージェント・サウンド・スタジオという実質デモ作成用のスタジオで開始された。普段ビートルズのレコーディングには、EMIレコーディング・スタジオが使用されているが、当時3つのスタジオすべてが埋まっていて使用できなかった。これにより、ビートルズのレコーディングがEMIレコーディング・スタジオ以外のイギリスのレコーディング・スタジオで行われた初の例となった。同日に3テイク録音された。トラック1にはマッカートニーのハープシコードに加えて、リンゴ・スターのドラムとマラカス、トラック2にはジョン・レノンのベースが録音され、トラック4にマッカートニーがボーカルを録音した後に、空いているトラック3を利用してダブルトラッキングされた。
テイク1のすべてのトラックをピンポン録音してテイク2にした際に、2つのボーカルがトラック4にまとめられ、ベース、ハープシコード、ドラム、マラカスをトラック1にダビング。そこで空いたトラック2にジョージ・ハリスンがトーン・コントロールを調整して、「ひとりぼっちのあいつ」でも聴くことができる高音のリードギターを録音。トラック3に先のギター・ソロをダブルトラッキングした後、バッキング・ボーカルを追加。
1967年2月21日にEMIレコーディング・スタジオで作業を再開。先のスタジオでレコーディングしたテイク2のリダクション・ミックスを作成し、新しいテープにコピー。ここで、リードギターとバッキング・ボーカルのトラックがトラック3にまとめられ、マッカートニーのボーカルを録音したトラックと共にミックスされたうえでトラック4にダビングされ、リズム・トラックはトラック1に残された。EMIレコーディング・スタジオでのセッションでは、ハープシコードをジョージ・マーティンが演奏し、ベースを通常通りマッカートニーが演奏している。このため最終的なマスターでは、ベース、ドラム、ハープシコードのパートが、それぞれ2種類ずつ入っている。
同日に5種類のモノ・ミックスが作成された。モノ・マスターは2分6秒の辺りで、リミックス3とリミックス6を編集で繋いで作成されている。

## クレジット
※出典
- ポール・マッカートニー - ダブルトラックのリード・ボーカル、ハープシコード[9]、ベース、エレクトリック・ギター
- ジョン・レノン - バッキング・ボーカル、ベース
- ジョージ・ハリスン - バッキング・ボーカル、ダブルトラックのリードギター
- リンゴ・スター - ドラム、マラカス
- ジョージ・マーティン - ハープシコード

## カバー・バージョン
- ジョージ・バーンズ - 1978年に公開された映画『サージェント・ペパーズ・ロンリー・ハーツ・クラブ・バンド』で演奏。同映画のサウンドトラック盤にも収録されている。
- Hue and Cry - 1988年に発売されたトリビュート・アルバム『Sgt. Pepper Knew My Father』に収録。
- ポール・マッカートニー - 1992年12月にエド・サリヴァン・シアターで行われたライブで披露されたほか、翌年1993年の『New World Tour』と2005年の『The US Tour』で演奏された。
- ザ・フレイ - 2007年6月2日に開催された発売40周年記念トリビュート・コンサートで演奏[10]。
- イージー・スター・オール・スターズ（英語版） - 2009年に発売されたアルバム『Easy Star's Lonely Hearts Dub Band』に収録。
- ワールド・パーティ（英語版） - 2012年に発売された『Arkeology』に収録。